# 레이놀즈 수

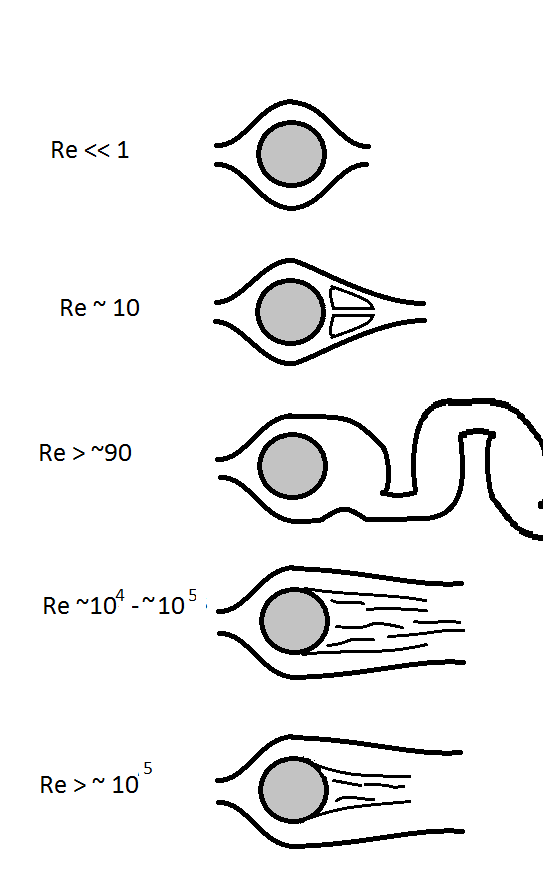

유체역학에서 레이놀즈 수(Reynolds number)는 "관성에 의한 힘"과 "점성에 의한 힘(viscous force)"의 비로서, 주어진 유동 조건에서 이 두 종류의 힘의 상대적인 역학관계를 정량적으로 나타낸다. 1883년에 이를 제안한 오스본 레이놀즈(Osborne Reynolds 1842-1912)의 이름을 따서 명명되었다.
레이놀즈 수는 유체 동역학에서 가장 중요한 무차원 수 중 하나이며, 다른 무차원 수들과 함께 사용되어 동적 상사성(dynamic similitude)을 판별하는 기준이 된다. 두 유동 패턴이 기하학적으로 상사일 때, 이 두 유동의 주요 무차원 수들이 동일한 값을 가지면, 이 두 유동이 동적 상사성을 가졌다고 말하며 이 두 유동은 그 형태가 유사하게 된다.
레이놀즈 수는 또한 유동이 층류인지 난류인지를 예측하는 데에도 사용된다. 층류는 점성력이 지배적인 유동으로서 레이놀즈 수가 낮고, 평탄하면서도 일정한 유동이 특징이다. 반면 난류는 관성력이 지배적인 유동으로서 레이놀즈 수가 높고, 임의적인 와류나 소용돌이, 기타 유동의 변동(perturbation)이 특징이다.

## 정의
레이놀즈 수의 정의는 다음 식과 같다.
{\displaystyle {\mathit {Re}}={\rho v_{s}^{2}/L \over \mu v_{s}/L^{2}}={\rho v_{s}L \over \mu }={v_{s}L \over \nu }={\frac {\mbox{Inertial forces}}{\mbox{Viscous forces}}}}

여기에서 {\displaystyle v_{s}}는 유동의 평균 속도, {\displaystyle L}은 특성 길이(characteristic length), {\displaystyle \mu }는 유체의 점성 계수(Dynamic Viscosity),{\displaystyle \nu }는 유체의 동점성 계수(Kinematic Viscosity), {\displaystyle \rho }는 유체의 밀도이다.

#### 특성 길이
예를 들어 단면이 원형인 파이프 내의 유동에 대해서는 특성 길이는 파이프의 지름이 된다. 단면이 원형이 아닌 경우 특성 길이는 수력학적 직경(hydraulic diameter)으로 정의된다. 평판 위를 흐르는 유동의 경우, 특성 길이는 평판의 길이이며, 특성 속도는 자유류(free stream)의 속도이다. 평판 위의 경계층 내에서는, 유동이 층류인가 난류인가 하는 것은 평판의(leading edge)부터 측정한 길이에 대한 레이놀즈 수에 의해서 결정된다.

## 임계 레이놀즈 수
유동이 층류에서 난류로 전이(transition)되는 지점에서의 레이놀즈 수를 임계 레이놀즈 수(critical Reynolds number)라고 한다. 실제로 이러한 전이는 점차적으로 진행이 되기 때문에 임계 레이놀즈 수의 값은 대략적인 값으로 보아야 한다. 원형 파이프 내의 유동과 같은 관수로 흐름의 경우 임계 레이놀즈 수는 약 2,100 정도이나, 레이놀즈 수 약 2,100 ~ 4,000 사이에서는 유동의 성질을 정확하게 말할 수 없다고 보아야 한다.(천이 영역) 원형 관의 경우 레이놀즈 수가 2100 이하이면 층류, 2100에서 4000 사이이면 천이 영역, 4000 이상이면 난류라고 한다. 명확한 구분은 없어서 어떤 경우는 2000에서 4000 사이를 천이 영역으로 보기도 한다.
평판 위의 유동에 대해서는 임계 레이놀즈 수는 약 105 ~ 106 정도이다.
<참고>
- 레이놀즈 수 2100 미만 : 층류
- 레이놀즈 수 4000 초과 : 난류

<참고>
- 상임계 레이놀즈 수:층류에서 난류로 변할 때의 레이놀즈 수
- 하임계 레이놀즈 수:난류에서 층류로 변할 때의 레이놀즈 수[출처 필요]

## 유동의 상사성
두 유동이 상사(similarity)이기 위해서는 우선 동일한 기하학적 형상이어야 하며, 두 유동의 레이놀즈 수가 동일하고, 두 유동의 오일러 수(Euler number)가 동일해야 한다.
모델 유동과 실제 크기 유동에서, 균일한 점에서의 유체 거동을 비교하면, 다음과 같은 식이 성립한다.
{\displaystyle Re^{*}=Re}
{\displaystyle Eu^{*}=Eu\qquad {\mbox{i.e.}}\qquad {p^{*} \over \rho ^{*}v^{2}*}={p \over \rho v^{2}}}
여기에서 {\displaystyle *}로 표시된 것은 모델 유동에서의 값을 뜻하는 것이며, 나머지는 실제 크기 유동에서의 값이다. 이 식을 이용하면 축소 모델을 수조나 풍동에서 실험하여 그 데이터로 실제 유동에서의 값을 예측할 수 있어 실험의 비용이나 시간을 줄일 수 있다.
엄밀한 동적 상사성을 만족하기 위해서는 다른 무차원 수가 추가적으로 고려되어야 하는 경우도 있다. 압축성 유동에서는 마하 수가 일치하여야 하며 자유 표면 유동(free-surface flow)에서는 프루드 수(Froude number)가 일치하여야 한다. 어떤 유동의 경우는 주어진 실험 장비와 유체로써는 도저히 맞출 수 없는 무차원 수까지도 요구되는 경우가 있기 때문에 이런 경우는 어느 무차원 수가 가장 중요한지를 결정하여야 할 경우도 있다.

## 같이 보기
- 프루드 수
- 유변학
- 데버러 수

## 참고 문헌
- 송재우 (2012). 《수리학》 3판. 구미서관. ISBN 978-89-8225-857-2.